# Ефтим Жеков
Ефтим Жеков Атанасов Терзиев е български революционер, деец на Вътрешната македоно-одринска революционна организация.

## Биография
Роден е в 1883 година в лозенградското българско село Карадере, тогава в Османската империя, в семейството на Жеко Атанасов Терзиев и Ерина Щерянова. Занимава се със земеделие. Привлечен е в революционната организация през март 1901 година от Георги Кондолов и участва в местния революционен комитет. Четник в тайната участъкова смъртна дружина. Взима участие в Илинденско-Преображенското въстание през лятото на 1903 година. В първата нощ при обявяване на въстанието съсичат телеграфните стълбове и унищожават телеграфните жици в участъка между Лозенград и Малко Търново. Участва в сраженията, като по-късно се присъединява към четата на Михаил Даев. При потушаването на въстанието четата му под войводството на Серафим Македончето охранява бежанците от 3 – 4 села. След въстанието емигрира в Княжеството.
На 18 март 1943 година, като жител на село Дъбрава, Добричко, подава молба за българска народна пенсия. Молбата е одобрена и пенсията е отпусната от Министерския съвет на Царство България.